# Mangora nahuatl
Mangora nahuatl Levi, 2005 è un ragno appartenente alla famiglia Araneidae.

## Etimologia
Il nome proprio della specie è in onore dell'idioma parlato dagli indigeni messicani Nahua che abitavano presso la località di rinvenimento: il Nahuatl

## Caratteristiche
L'olotipo femminile rinvenuto ha dimensioni: cefalotorace lungo 1,3mm, largo 0,9mm; opistosoma lungo 1,5mm.

## Distribuzione
La specie è stata reperita nella parte orientale del Messico: nei pressi di Xalapa, nello stato di Veracruz.

## Tassonomia
Al 2014 non sono note sottospecie e dal 2005 non sono stati esaminati nuovi esemplari.